# D'Orjo de Marchovelette

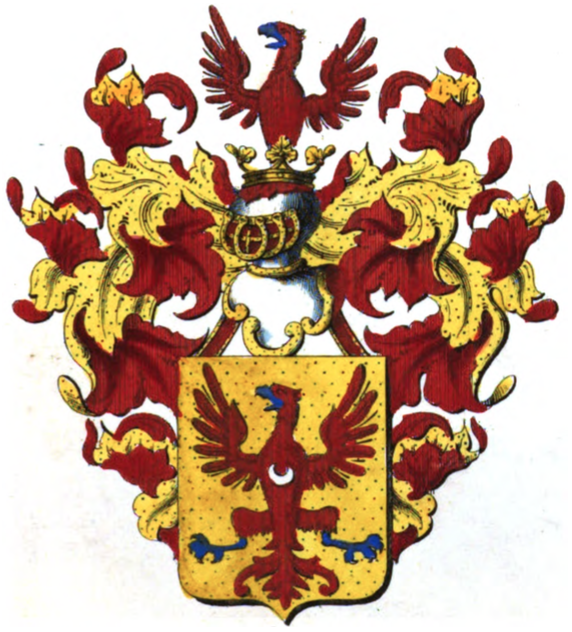
Wapenschild van de familie d'Orjo de Marchovelette

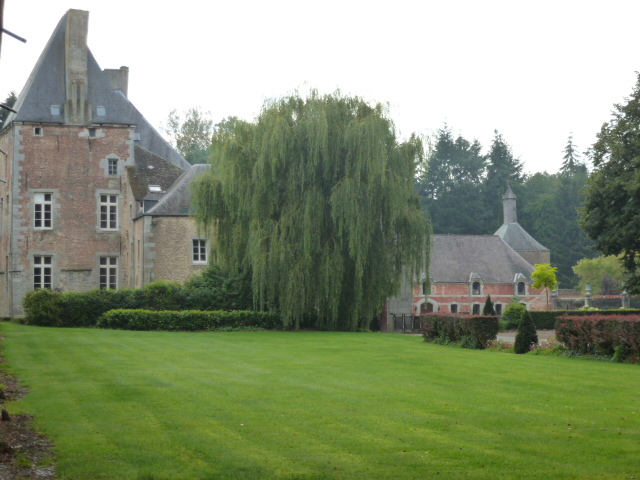
Het kasteel van Saint-Eustache in Fosses-la-Ville dat toebehoorde aan de familie d'Orjo

D'Orjo de Marchovelette was een adellijk huis uit de Zuidelijke Nederlanden.

## Geschiedenis
De leden van deze familie behoorden van oudsher tot de adel. In 1680, 1718 en 1729 werd een lid in de Tweede stand van Namen opgenomen.

## Louis d'Orjo de Marchovelette
Louis Alfred Joseph d'Orjo de Marchovelette (Courrière, 17 juli 1777 - Marchovelette, 2 december 1816), officier in Oostenrijkse dienst, werd in februari 1816 erkend in de erfelijke adel en benoemd tot lid van de Ridderschap van Namen. Hij was de zoon van Antoine-Joseph d'Orjo, heer van Wez, en Henriette van Eyll. Hij trouwde in 1806 in Namen met Eugénie de Le Gros de Marche (1784-1826) en ze hadden zes kinderen, onder wie vier zoons met afstammelingen tot heden. Hij had amper de tijd gehad de open brieven van zijn erkenning te lichten toen hij stierf.
Hij was een schoonbroer van baron Lambert de Baré de Comogne, industrieel en lid van de Provinciale Staten van Namen, en Charles de Bruges de Gerpinnes.

## Charles d'Orjo de Wez de Marchovelette
Charles Joseph Auguste d'Orjo de Wez de Marchovelette (Courrière, 1779 - Leuven, 20 december 1827), broer van Louis, werd in 1816 erkend in de erfelijke adel en benoemd in de Ridderschap van de provincie Namen. Hij bleef vrijgezel.